# Апостольский нунций в Палау
Апостольский нунций в Республике Палау — дипломатический представитель Святого Престола в Палау. Данный дипломатический пост занимает церковно-дипломатический представитель Ватикана в ранге посла. Апостольская нунциатура в Палау была учреждена на постоянной основе 17 декабря 1998 года.
В настоящее время Апостольским нунцием в Палау является архиепископ Габор Пинтер, назначенный Папой Франциском 14 января 2025 года.

## История
Апостольская нунциатура в Палау была учреждена на постоянной основе 17 декабря 1998 года, папой римским Иоанном Павлом II, отделяя её от апостольской делегатуры на Тихом океане. Однако апостольский нунций не имеет официальной резиденции в Палау, в его столице Нгерулмуде и является апостольским нунцием по совместительству, эпизодически навещая страну. Резиденцией апостольского нунция в Палау является Веллингтон — столица Новой Зеландии.

## Апостольские нунции в Палау
- Патрик Коувни — (14 июля 2001 года — 25 января 2005 — назначен апостольским нунцием в Греции);
- Чарльз Дэниэл Бэлво — (1 апреля 2005 — 17 января 2013 — назначен апостольским нунцием в Кении и Постоянным наблюдателем в органах Организации Объединённых Наций по окружающей среде и человеческим поселениям);
- Мартин Кребс — (8 мая 2013 — 16 июня 2018 — назначен апостольским нунцием в Уругвае);
- Новатус Ругамбва — (25 мая 2019 — 27 июля 2024, в отставке);
- Габор Пинтер — (14 января 2025 — по настоящее время).